# Шаповалов Євген Іванович
Євген Іванович Шаповалов (нар. 1 вересня 1951 року, м. Бердянськ, УРСР — пом. 20 серпня 2016 року, м. Бердянськ, Україна) — український політик, міський голова Бердянська (2008—2010). Член партій «Наша Україна — Народна самооборона» та «Партії регіонів»

## Життєпис
Народився 1 вересня 1951 року у Бердянську.

## Освіта
Навчався у Бердянському технікумі виноградарства і виноробства та Бердянському університеті менеджменту і бізнесу.
Військову службу проходив у ракетних військах у Пскові.

## Трудова діяльність
З 15 років, після завершення 8-го класу, пішов працювати на завод «Дормаш» шлифувальником, паралельно відвідуючи веірню школу.
До та після служби в армії працював взуттєвиком у бердянському побутовому комбінаті. Пізніше там же його підвищували до бригадира, майстра, завідуючого взуттєвою майстернею.
З 1986 року займається підприємницькою діяльністю. Вже натупного року створює кооператив з виготовлення взуття «Пошук». Згодом відкрив ресторани «Скорпіон» і «Шанхай», иагазини «Магнолія» і «Діва», та кав'ярня «Золотий фазан».
В 1998 році він заснував взуттєву міні-фабрику «Корадо»

## Громадська і політична діяльність
1994 року засновує в Бердянську Асоціацію підприємців і стає її очільником. Вона займалася їхньою підтримкою у місті, спонсорувала соціальні проєкти та засновувала газету «Діловий Бердянськ».
З 2002 по 2008 роки був депутатом Бердянської міської ради.
Під час парламентських виборів 2007 року очолював передвиборчий штаб блоку «Наша Україна — Народна самооборона».
З березня 2008 року по жовтень 2010 року обіймав посаду міського голови Бердянська.
В 2010 році був прийнятий до лав «Партії регіонів», попри те, що представники цієї політсили в Бердянську у 2009 році голосували у міській раді за його відставку.
На парламентських виборах 2012 року висувався кандидатом у народні депутати від громадської організації «Блок Євгена Шаповалова».
В 2015 році балотувався у мери Бердянська від партії «Справедливість».

## Інциденти
1995 року на Євгена Шаповалова були скоєні три замахи. В 1996 році на нього відкрили карну справу, за якою його посадили на 2 роки і 7 місяців. Відпустили збізнесмена з тюремного ув'язнення умовно достроково за гарну поведінку.

## Смерть
Помер політик та бізнесмен 20 серпня 2016 року в одній із лікарень Бердянська після смерті власної дружини.